# Lichenopora discoplanata
Lichenopora discoplanata är en mossdjursart som beskrevs av Neviani 1939. Lichenopora discoplanata ingår i släktet Lichenopora och familjen Lichenoporidae. Inga underarter finns listade i Catalogue of Life.